# La peor semana
La peor semana (originalmente: The week of) es una película cómica estadounidense de 2018, escrita y dirigida por Robert Smigel.
Está protagonizada por
Adam Sandler,
Chris Rock,
Steve Buscemi,
Rachel Dratch y
Patricia Belcher.
La trama sigue a dos padres la semana antes de la boda de sus hijos. La película es la cuarta colaboración entre Sandler y la empresa Netflix, y se lanzó en el servicio de streaming el 27 de abril de 2018.

## Sinopsis
La semana antes de la boda de sus hijos, Kenny Lustig y Kirby Cordice deben dejar de lado sus diferencias para trabajar juntos y superar los obstáculos que se les presentan.

## Reparto
- Adam Sandler como Kenny Lustig.
- Chris Rock como el cardiocirujano Kirby Cordice.
- Steve Buscemi como Charles, primo de Kenny e hijo del tío Seymour.
- Allison Strong como Sarah.
- Scott Cohen como Ron Elliman.
- Rachel Dratch como Debbie Lustig.
- Noah Robbins como Noah.
- Melanie Nicholls-King como Katrina.
- Maury Ginsberg como Jay.
- Katie Hartman como Robin.
- Patricia Belcher como Thelma.
- Liz Larsen como Julia Katz.
- Jim Barone como el tío Seymour Lustig.
- Teddy Coluca como Dominic.
- Roland Buck III como Tyler.
- Garry Pastore como el alcalde John Barone.
- Rob Morgan como el «primo» Marvin.
- Germar Terrell Gardner como el «primo» Ethridge.
- Chuck Nice como Leonard.
- Kenajuan Bentley como Jermaine.
- Joel Marsh Garland como Kent el mago.
- Dan Patrick como el entrenador de baseball.
- Ronnie Mund como conductor de limusinas y cargador del féretro n.º 5.[3]

## Producción

### Recepción
En el sitio web de reseñas, Rotten Tomatoes, la película tiene una calificación de aprobación del 22 % sobre la base de 18 comentarios, y una calificación promedio de 3,5/10.
En Metacritic, la película tiene un puntaje promedio de 41 de 100, basado en 9 críticas, lo que indica «críticas mixtas o promedio».